# Гужва Ігор Анатолійович
Ігор Анатолійович Гужва (23 травня 1974, Слов'янськ, Українська РСР) — проросійський журналіст, політолог. Засновник проросійського інтернет-видання «Страна.ua».
До 29 липня 2015 року позиціонувався як власник холдингу «Мультимедіа Інвест Груп» (Київ), куди входять щоденна всеукраїнська газета «Вести», інтернет-видання «Vesti.ua», щотижневий журнал «Вести. Репортер», телеканал UBR і радіостанція «Радио Вести».

## Життєпис
Народився 23 травня 1974 року в місті Слов'янськ Донецької області.
- З 1991 по 1996 — студент економічного факультету Донецького державного університету[3].
- 1994 почав роботу економічним оглядачем у газетах «Звістка» і «Донецький кряж». В газеті «Салон Дона і Баса» став редактором ділової програми, 1998 рік став заступником головного редактора
- З 2001 року працював і жив у Москві. Координатор проектів у Фонді ефективної політики Гліба Павловського. Займався аналізом ситуації в інформаційному полі Росії і країн СНД, далекого зарубіжжя. Також працював кореспондентом у журналі «Експерт», висвітлював політику та економіку СНД.
- 2002 — головний редактор політичної експертної мережі проекту «Kreml.org»[4].
- 2003 за пропозицією Леоніда Цодикова, який до того часу став генеральним директором Видавничої групи «Сегодня», переїхав в Україну у Київ і став головним редактором газети, змінивши на цій посаді Володимира Корнілова.
- 2004 під керівництвом Ігоря Гужви був здійснений перший редизайн газети «Сьогодні», суттєво оновлена концепція видання.
- У березні 2006 року спільно з Леонідом Цодиковим, Віталієм Чирковим і компанією «Інновейшн» здійснив редизайн газети «Сьогодні», перетворивши її на сучасну газету європейського зразка[джерело?].
- В кінці 2006 року акціонер газети компанія «Систем Кепітал Менеджмент» (СКМ) звільнила Цодикова і Чиркова. Гужва залишився головним редактором і продовжив співпрацю з новим генеральним директором «Сегодня» Гільєрмо Шмідтом.

## Робота в газеті «Сьогодні»

### На посаді головного редактора
З 2004 по кінець 2008 року газета «Сьогодні» вийшла на лідируючі позиції на ринку друкованих ЗМІ України. Щоденний тираж газети зріс з 100—110 до 150—160 тис. примірників.
За твердженням Ігоря, під час передвиборної кампанії 2004 року робилися спроби політичного тиску на видання, з метою змусити працювати за так званим темниками. Головному редактору погрожували звільненням. Звільнення не відбулося, і після виборів 2004 року, спроб цензурування більш не було.
10 квітня 2007 року інтернет-командою у складі Ольги Гук, Михайла Ганницького, Артема Лозінського та інших, під керівництвом Ігоря Гужви, був запущений сайт Сегодня.uа, який перетворився на повноцінну інтернет-газету.
За період керівництва газетою Ігорем Гужвою, їм, разом з Богданом Грабовським (заступник головного редактора) та іншими членами творчого колективу, були створені регіональні редакції у всіх містах-мільйонниках України, а також в Криму та у Львові.
2012 року Гужва звільнений з посади головного редактора газети «Сьогодні» рішенням Наглядової Ради «СКМ». Трудовий колектив газети з неоднозначно сприйняв це рішення, а сам Ігор Гужва з цим рішенням не погодився. За повідомленнями українських ЗМІ, готувалися до подачі до суду позовні заяви.

### Політичні, корпоративні та особисті протистояння
Газету критикували за антиукраїнську і антинаціональну позиції, звинувачуючи в орієнтації на одну політичну силу — Партію регіонів. Редколегія назвала себе загальнонаціональним, антинаціоналістичним і антифашистським виданням. В ході «кадрового» скандалу 2012 року Гужва заявив, що його проблеми з Наглядовою Радою «СКМ» почалися після публікації в газеті «Сегодня» у квітні 2011 року матеріалів про політ над резиденцією Януковича в Межигір'ї. Зрештою, навіть опоненти видання були змушені визнати, що газета «Сегодня» зразка 2003—2012 років публікувала багато критичних матеріалів щодо діяльності влади. В цей період газета мала лідерські позиції на медіа-ринку Києва, який в цілому в цей період не відзначався політичною лояльністю до Партії Регіонів.
В середині 2010 року в українських ЗМІ з'явились дані, що Гужва на посаді головного редактора переписував авторські матеріали, перекручував факти, приписував свої слова і думки людям, у яких брали інтерв'ю журналісти видання. Окрім того, з'явилася серія публікацій співробітників газети «Сегодня», де стверджувалось, що ця критика не відповідає дійсності.
В кінці 2011 року в газеті «Сегодня» виник конфлікт між колективом редакції та новим генеральним директором Оленою Громницькою (колишня прес-секретар Леоніда Кучми та колишній головний редактор журналу «Профіль»). Трудовий колектив звинуватив Олену Громницьку у спробі введення цензури у виданні і проштовхуванні на сторінки газети та інтернет-сайт так званої «джинси» (замовних матеріалів). 13 грудня 2011 року були відсторонені від роботи обидві персони. Трудовий колектив редакції не визнав відсторонення Ігоря Гужви законним. З 13 грудня 2011 року по 17 січня 2012 року Гужва проводив наради в торговому центрі «Материк», поблизу редакції газети «Сегодня», редагував матеріали з дому. У цей період, за заявою Гужви, з ним зустрівся представник наглядової ради видання «Сьогодні мультимедіа» (за деякими даними це була Наталя Ізосімова — один з ключових людей в корпорації «СКМ»), яка пообіцяла, що конфлікт буде вирішено, а обидві сторони повинні подумати про те, як красиво вийти з ситуації. На зустрічі Гужва запропонував прийняти і публічно презентувати пакет документів, який би гарантував незалежність редакційної політики, і отримав на це дозвіл від представника Наглядової Ради «СКМ», яка натомість попросила припинити публічну активність. Незабаром на офіційному сайті «СКМ» з'явилася заява головного акціонера Ріната Ахметова, в якому висловлювалася підтримка колективу.
17 січня 2012 року вийшло розпорядження Наглядової Ради «СКМ» про те, що Громницька з видання йде за власним бажанням (причому керівництво «СКМ» подякувало за її роботу), а Гужву звільняють у зв'язку із закінченням терміну трудової угоди, а також у зв'язку з «…деструктивною позицією, зайнятою по відношенню до Наглядовій Раді СКМ». Про засади редакційної політики в цій заяві мова вже не йшла.
Ще через кілька днів, в інтерв'ю газеті «Українська правда» Гужва заявив, що першопричиною такої різкої реакції «СКМ» є його незгода з політикою запровадження цензури, яку намагалася впровадити голова Наглядової Ради "СКМ Катерина Лапшина через спеціального цензора Михайла Батига (імовірно креатура Ганни Герман).
У зв'язку з тим, що конфлікт не був вирішений переговорним шляхом, Громницька і Гужва стали готувати позовні заяви в суд.

## Робота в Росії, «Медіа Інвест Груп», Страна.ua (з 2012)
Гужва вирішив продовжити кар'єру в російській журналістиці. Переїхавши до Москви у березні 2012 року він входить до складу керівництва російського видання «Московські новини» як шеф-редактор. Однак у січні 2013 року газета закривається, і Гужва повертається до України.
Гужва позиціонував себе власником і керівником створеного 2013 року холдингу «Мультимедіа-інвест груп» через ТОВ «Вести мас-медіа» і ТОВ «Медіа інвест груп». У холдинг увійшли: заснована в травні 2013 року щоденна безкоштовна газета «Вести», інтернет-видання «Vesti.ua», заснований в серпні 2013 року громадсько-політичний тижневик «Вести. Репортер», видаваний у партнерстві з російським журналом «Російський репортер», супутниковий новинний телеканал телеканал UBR і радіостанція «Радіо Вести», що вела мовлення в Києві, Харкові і Дніпрі, але згодом припинила фм-мовлення у перших двох містах через позбавлення ліцензії. Видання активно критикували за проросійську позицію, необ'єктивність і навмисне введення своєї аудиторії в оману.
Протягом 2014—2015 року представники податкових органів та СБУ неодноразово проводили обшуки в редакції за звинуваченням у несплаті податків та сепаратизмі.
Гужва заперечував ці звинувачення, також як і проросійську спрямованість видання і стверджував, що видання «Вести» зазнає утисків і переслідувань влади за те, що займає «об'єктивну позицію і не приховує проблеми в країні». Порушені кримінальні справи він назвав сфабрикованими з політичних причин, як помсту влади за об'єктивне висвітлення ситуації в країні.
13 вересня біля «Мистецького арсеналу», де проходив 11-й Ялтинський форум європейської стратегії (YES), він був затриманий співробітниками Печерського районного управління за проведення несанкціонованого мітингу, після складання адміністративного протоколу він був відпущений.
15 липня 2015 року начальник Головного слідчого управління фінансових розслідувань Державної фіскальної служби України Вадим Мельник повідомив про підозру Ігоря Гужви в ухиленні від сплати податків на суму 17,8 млн грн. При цьому підозра було вручено йому тільки 1 серпня: до цього Гужва був відсутній на території України. 4 серпня Шевченківський районний суд Києва обрав йому до 1 жовтня запобіжний захід у вигляді застави 1,35 млн грн і зобов'язав не відлучатися з Києва без дозволу слідчого і здати прокурору свій закордонний паспорт. Ігор Гужва назвав звинувачення політичними репресіями. 7 серпня Гужвою було внесено заставу і зданий закордонний паспорт. В ході засідання прокурори продемонстрували документ, за яким Гужва отримав 2014 року більше 141 млн грн доходу, однак суд не прийняв ці документи так як вони не були належним чином підтверджені. Інтереси Ігоря Гужви представляла юридична група Prove Group, кістяк якої складають колишні працівники Міністерства доходів і зборів часів керівництва Олександра Клименка Сам Гужва каже, що ці адвокати його супроводжували раніше, коли він працював у Вістях, а тому він їх не міняв
У липні 2015 року Ігор Гужва оголосив про продаж своєї частки і відхід з поста глави холдингу і головного редактора газети «Вісті». Новим главою холдингу стала колишній прес-секретар і цивільна дружина колишнього міністра з податків і зборів Олександра Клименка Ольга Семченко, якого журналісти холдингу називали початковим і істинним власником. Згідно з опублікованою хакерами листуванні Владислава Суркова, в кінці липня російський чиновник розглядав готовність допомогти Гужви з переїздом до Москви.
28 вересня 2015 року оголосив про намір брати участь на місцевих виборах в Київську міську раду за списками партії «Опозиційний блок», на установчому з'їзді якій був присутній в жовтні 2014 року, увійшов у партійний список під місцем 9. Проте партія не змогла подолати прохідний бар'єр у 5 %.
16 лютого 2016 року оголосив про запуск нового інтернет-видання Страна.uа, над якою працювали колишні журналісти з видань «Медіа Інвест Груп». Себе він назвав єдиним інвестором цього ЗМІ, однойменний домен належить створеній 2015 року компанії «Ласмак» зі статутним фондом 1000 гривень, єдиним власником якої є дружина Ігоря Гужви Ганна Солнцева. Сайт звинувачувався в участі у проросійській інформаційної компанії, а також розміщенні джинсових матеріалів про Медведчука.
З 3 червня 2016 року разом зі Світланою Крюковою став ведучим програми «Суб'єктивні підсумки п'ятниці Strana.ua» на телеканалі NewsONE, що належить народному депутату від партії Опозиційний блок Євгену Мураєву.
22 червня 2017 року разом зі своїм помічником були затримані співробітниками поліції і прокуратури при отриманні 10 тис. доларів за нерозміщення на сайті компромату на депутата від Радикальної партії Дмитра Лінька, який повідомив про шантаж в поліцію 31 березня. За версією журналіста, це йому безуспішно пропонували гроші за зняття матеріалів про «Радикальної партії». Однак Гужва стрверджував, що люди від нардепа Лінько вийшли на нього та запропонували 20 тисяч доларів за зняття тексту про конфлікт людей Лінько і Ківи, в чому їм було відмовлено. Адвокатом Гужви стала колишній міністр юстиції і помічник Віктора Януковича Олена Лукаш.
31 січня 2018 року виїхав до Австрії та попросив там політичного притулку. 1 лютого 2018 року Гужва повідомив, що причиною виїзду до Австрії стали погрози фізичної розправи.
5 лютого 2018 року Шевченківський райсуд Києва дозволив затримати Гужву з метою приводу в суд для вирішення питання про зміну йому запобіжного заходу з застави на утримання під вартою. Крім того, суд постановив стягнути заставу Гужви у розмірі 1 млн гривень.
1 жовтня того самого року заявив, що отримав політичний притулок в Австрії.

## Родина
Дружина — Ганна Солнцева. Працювала фотокореспондентом в газеті «Сегодня», в подальшому стала головним редактором журналів «Вепр» і «21+», вела програму «Година з психологом» на Радіо Вести, була ведучою телеканалу «NewsOne».